# Torre dell'Omomorto

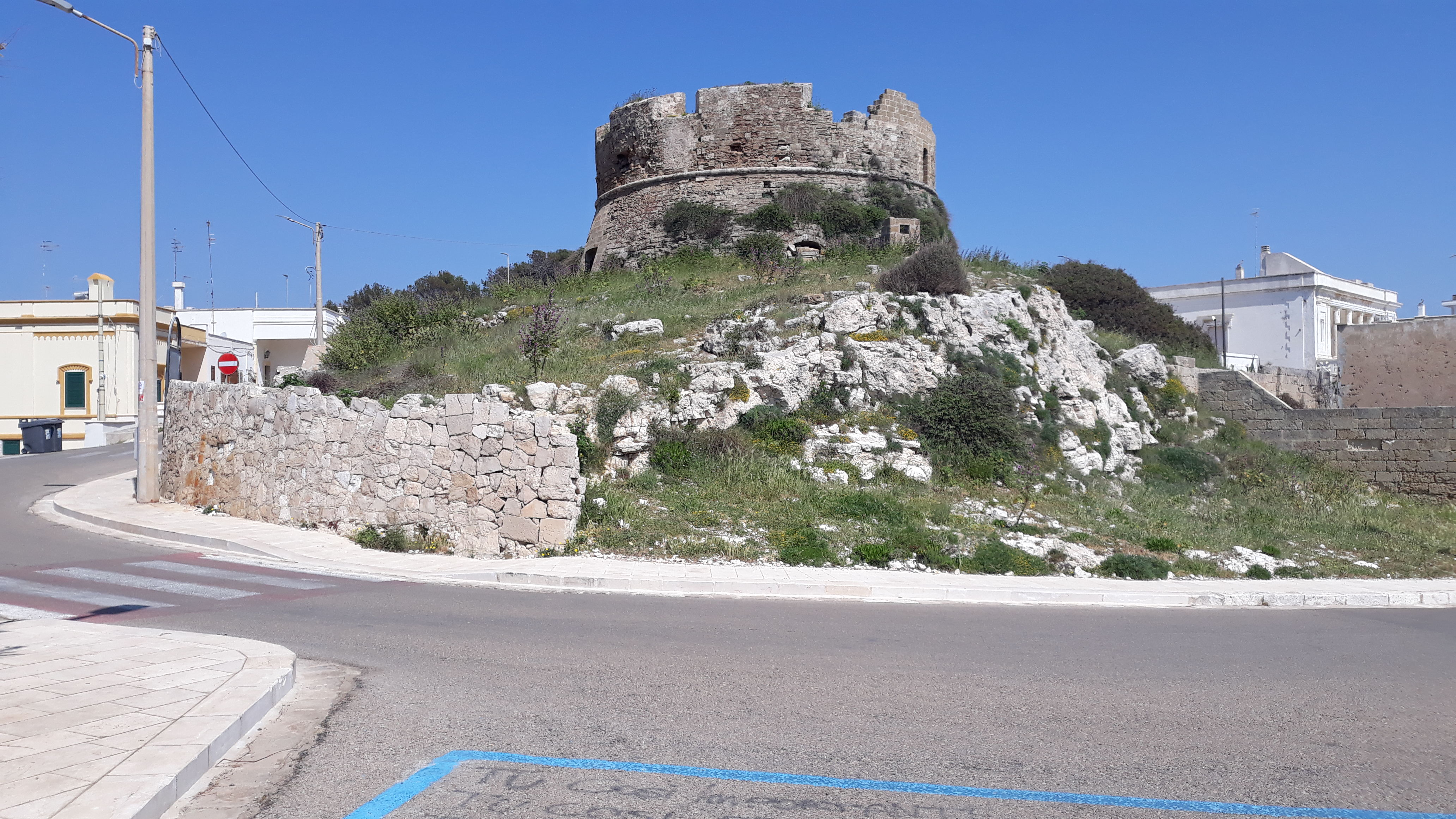
Torre Domini Morti, vista da sud

Torre dell'Omomorto (o dell'Uomo Morto o "delli homini morti" o torre vecchia) è una torre di avvistamento sulla costa salentina nei pressi di Santa Maria di Leuca.

## Storia e descrizione
È una delle centinaia di torri che si trovano con regolarità lungo tutta la fascia costiera salentina. Oltre che come elementi di difesa, queste torri servivano soprattutto ad avvistare l'eventuale presenza e avvicinamento delle navi dei Saraceni, che per lungo tempo hanno invaso Otranto e gli altri comuni della penisola salentina, e a dare l'allarme verso l'entroterra attraverso segnali luminosi che venivano immediatamente trasmessi da una torre alla successiva.
La torre dell'Uomo Morto si trova nei pressi del lungomare Cristoforo Colombo; Luigi Tasselli la data al 1555 ad opera di Andrea Gonzaga divenuto conte di Alessano nel 1560 dopo la morte del padre Ferrante I Gonzaga (detto anche Ferdinando) e della madre Isabella Di Capua. Data la sua posizione, era l'unica delle torri salentine a comunicare visivamente con la costa adriatica e con quella ionica: essa infatti era connessa a nord-est con Torre Santa Maria di Leuca (costa adriatica) e a nord-ovest con Torre Marchiello (costa ionica).
Possiede una base tronco-conica mentre al di sopra del cordolo si sviluppa in maniera cilindrica con terrazzo dotato di merli per la postazione delle artiglierie. Viene comunemente assegnata al genere delle "torri martello", ma rispetto a queste presenta la peculiarità che al posto della cannoneria, alla base, si trova una porta.
La denominazione "Uomo Morto" è dovuta ad alcune ossa umane ritrovate in una grotta esistente nelle vicinanze della torre.
Fu abbandonata nel 1846.
La torre appare costituita da un paramento murario interno ed esterno in conci squadrati di pietra calcarenitica detta carparo (cavata in loco) allettati con malta di calce; all'interno è costituita da pietrame calcareo annegato in malta di argilla e calce.
Nel 1576 fu armata con un falconetto bronzeo lungo 7 palmi capace di sparare palle in ferro di 2 libbre; nel 1694 risulta armata con un cannone capace di sparare palle da tre libbre.
Tra il 1677 e 1677 la torre, essendo cascata, fu rifatta e manutenuta fino al 1694 dall'Università di Giuliano.
Nel febbraio 1694 crollò una porzione spessa "tre passi" della muratura settentrionale assieme alla "gettarola" (caditoia) in corrispondenza della porta; i restauri della parte crollata furono iniziati a spese dell'Università di Giuliano e furono terminati nel 1696 a spese dell'Università di Castrignano ad opera dei maestri muratori Giuseppe Nicolardi, Paolo Monsellato e Carlo Papa di Alessano.

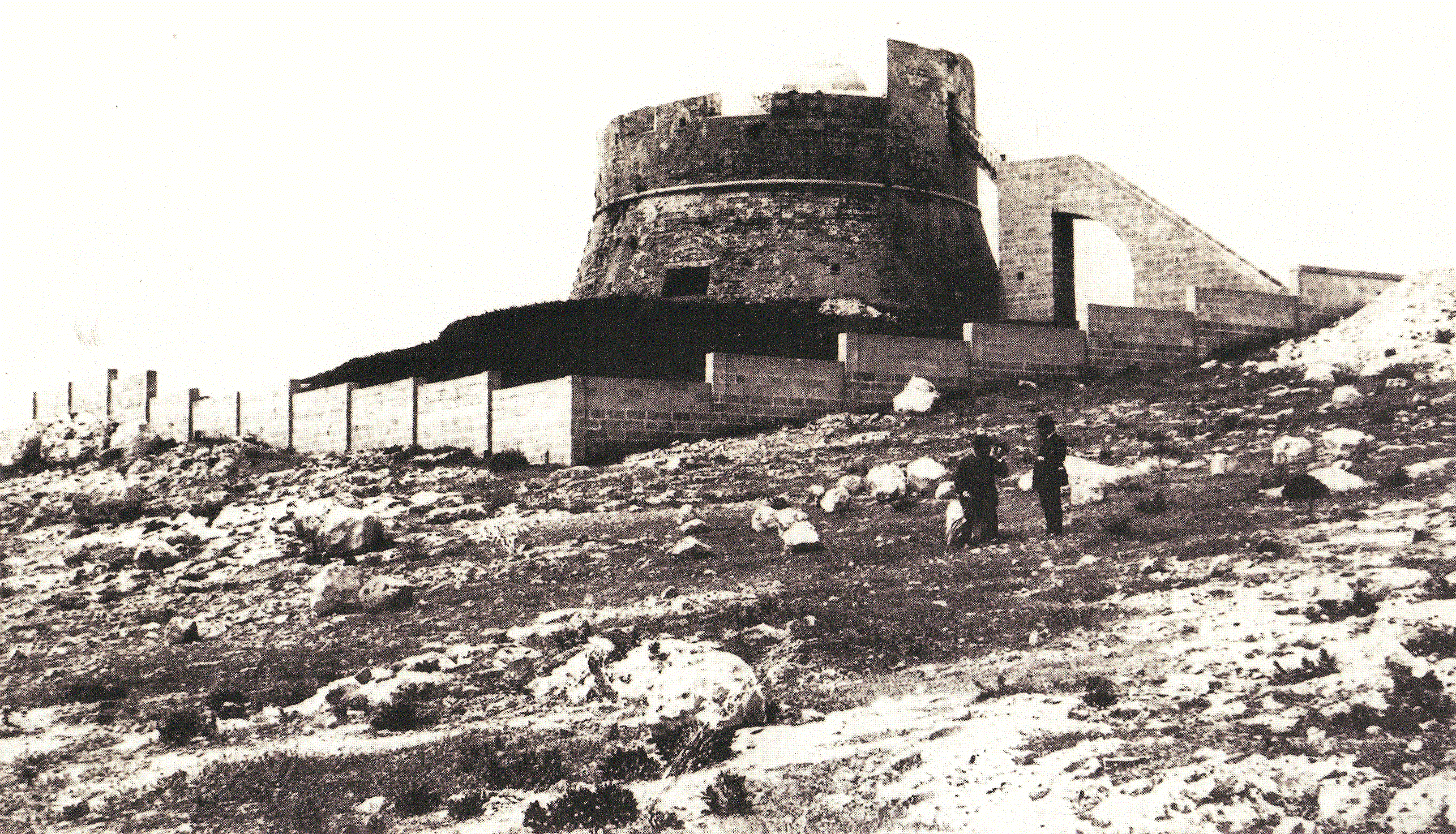
fotografia di Francesco De Angelis del 1891 pubblicata nel 1994 da Andrea Mantovano nel libro "Ricordi di Leuca. Francesco De Angelis fotografo 1891"

Nel 1878 la torre ed il terreno circostante fu concessa in enfiteusi al Marchese Imperiali di Firenze che la fece restaurare, cingere con un muro a pianta quadangolare e costruire una rampa gradinata per raggiungere il terrazzo con scala pensile lignea così come appare nella fotografia del 1891 eseguita da Francesco De Angelis.